# Decheratto
| Decheratto                                          | Decheratto          |
| --------------------------------------------------- | ------------------- |
| Proiezione ortogonale dentro il poligono di Petrie. |                     |
| Tipo                                                | Politopo-5 regolare |
| Famiglia                                            | ipercubo            |
| Notazione di Schläfli                               | {4,38}              |
| 9-facce                                             | 20 {4,37}           |
| 8-facce                                             | 180 {4,36}          |
| 7-facce                                             | 960 {4,35}          |
| 6-facce                                             | 3360 {4,34}         |
| 5-facce                                             | 8064 {4,33}         |
| 4-facce                                             | 13440 {4,3,3}       |
| Celle                                               | 15360 {4,3}         |
| Facce                                               | 11520 quadrati      |
| Spigoli                                             | 5120                |
| Vertici                                             | 1024                |
| Poligono di Petrie                                  | icosagono           |
| Gruppo di Coxeter                                   | C10, [38,4]         |
| Proprietà                                           | convesso            |

In geometria, un decheratto è un ipercubo decadimensionale. Un decheratto ha 1024 vertici, 5120 spigoli, 11520 facce quadrate, 15360 celle cubiche, 13440 facce quadridimensionali tesserattiche, 8064 facce pentadimensionali penterattiche, 3360 facce esadimensionali eserattiche, 960 facce ettadimensionali etterattiche, 180 facce ottadimensionali otterattiche e 20 facce ennadimensionali ennerattiche.
Il nome deriva da una composizione del prefisso deca- con la desinenza di tesseratto.

## Coordinate cartesiane
Le coordinate cartesiane dei vertici di un decheratto centrato nell'origine e di lato di lunghezza 2 sono
(±1,±1,±1,±1,±1,±1,±1,±1,±1,±1),
mentre lo spazio al suo interno è costituito da tutti i punti di coordinate (x0, x1, x2, x3, x4, x5, x6, x7, x8, x9) tali che −1 < xi < 1.